# Episodi di Raised by Wolves - Una nuova umanità (prima stagione)
La prima stagione della serie televisiva Raised by Wolves - Una nuova umanità (Raised by Wolves), composta da dieci episodi, è stata distribuita dal servizio streaming statunitense HBO Max dal 3 settembre al 1º ottobre 2020.
In Italia, la stagione è andata in onda in prima visione sul canale satellitare Sky Atlantic dall'8 febbraio all'8 marzo 2021.
| nº | Titolo originale | Pubblicazione USA | Prima TV Italia  |
| -- | ---------------- | ----------------- | ---------------- |
| 1  | Raised by Wolves | 3 settembre 2020  | 8 febbraio 2021  |
| 2  | Pentagram        | 3 settembre 2020  | 8 febbraio 2021  |
| 3  | Virtual Faith    | 3 settembre 2020  | 15 febbraio 2021 |
| 4  | Nature's Course  | 10 settembre 2020 | 15 febbraio 2021 |
| 5  | Infected Memory  | 10 settembre 2020 | 22 febbraio 2021 |
| 6  | Lost Paradise    | 17 settembre 2020 | 22 febbraio 2021 |
| 7  | Faces            | 17 settembre 2020 | 1º marzo 2021    |
| 8  | Mass             | 24 settembre 2020 | 1º marzo 2021    |
| 9  | Umbilical        | 24 settembre 2020 | 8 marzo 2021     |
| 10 | The Beginning    | 1º ottobre 2020   | 8 marzo 2021     |

## Raised by Wolves
- Diretto da: Ridley Scott
- Scritto da: Aaron Guzikowski

### Trama
Nel XXII secolo, un ginoide e un androide, Madre e Padre, fuggono da una Terra devastata dalla guerra tra gli atei militanti e i mitraici devoti al culto di Sol, per colonizzare il pianeta Kepler-22 b, portando con sé 12 embrioni umani con cui avviare una nuova civiltà libera e laica. Atterrati in una zona aspra e semidesertica, i due androidi costruiscono un piccolo insediamento e Madre si collega ai cordoni ombelicali artificiali presenti nel modulo di colonizzazione per consentire a sei feti di crescere. Nove mesi dopo nascono i bambini, uno dei quali inizialmente sembra nato morto; Madre e Padre lo chiamano Campion, dal nome del loro creatore. Dodici anni dopo, però, solo Campion è sopravvissuto. Mentre le prospettive per il futuro della colonia appaiono cupe, i tre scoprono che non sono gli unici esuli dalla Terra in questa parte dell'universo.
Un'astronave infatti, ha raggiunto Kepler-22 b ed è in orbita attorno al pianeta. La nave (un'arca denominata "Paradiso") trasporta una missione di colonizzazione mitraica. Preoccupato per il destino di Campion, unico essere umano sopravvissuto, Padre tenta di comunicare con i nuovi arrivati. Contraria all'iniziativa di Padre, Madre lo attacca e lo disattiva, nascondendone il corpo, ma Campion riesce comunque a contattare l'arca e una piccola squadra di ricognizione mitraica scopre la loro piantagione. I mitraici si convincono che Campion, primo essere umano nato nella nuova patria dell'umanità, sia il compimento di una profezia e decidono di portarlo con loro e distruggere Madre. Tuttavia, il loro piano fallisce perché Madre rivela delle capacità di combattimento micidiali e uccide diversi membri della squadra. Uno di questi, Marcus, tenta di scappare con la navicella da ricognizione, ma viene fermato da Madre e scaraventato all'esterno. Madre si impossessa quindi della navicella e raggiunge l'arca, sbaragliando ogni resistenza con urla ipersoniche e fasci di energia che scaturiscono dai suoi occhi da combattimento. Dopo aver impostato la rotta dell'arca per farla schiantare sul pianeta, Madre fa poi ritorno alla colonia a bordo della navicella. Marcus intanto è sopravvissuto, mentre Campion, sconvolto dai suoi poteri distruttivi, inizia a nutrire delle riserve su Madre.

## Pentagram
- Diretto da: Ridley Scott
- Scritto da: Aaron Guzikowski

### Trama
Prima di abbandonare la nave mitraica, Madre porta con sé tre bambini, Paul, Holly e Vita, e due adolescenti, Tempest e Hunter, per farli crescere insieme a Campion nell'insediamento. Ripristina quindi Padre e insieme a lui torna a prendersi cura di Campion e degli altri ragazzi. Marcus, sopravvissuto all'attacco di Madre, viene intanto recuperato e si riunisce con i pochi superstiti mitraici, che lottano per adattarsi alla vita su Kepler-22 b. I rapporti tra Madre e Padre con i ragazzi mitraici si rivelano complicati dal razionalismo ateo dei due androidi e, all'opposto, dall'educazione religiosa dei ragazzi, che instilla dubbi sempre più forti nello stesso Campion circa le azioni di Madre in particolare. Madre scopre che Tempest è incinta.

## Virtual Faith
- Diretto da: Luke Scott
- Scritto da: Aaron Guzikowski

### Trama
Quando i bambini mitraici iniziano a mostrare segni di malattia, Campion, ora apertamente diffidente nei confronti di Madre, si convince che il ginoide stia cercando di avvelenare i nuovi membri dell'insediamento, così come ritiene avesse già fatto con i suoi fratelli, e convince gli altri a fuggire con lui. Nel disperato tentativo di sottrarre il loro figlio, Paul, dal controllo di Madre, Marcus e la sua compagna Sue sono sempre più frustrati per l'indecisione di Ambrose, leader dei superstiti mitraici, e per il suo rifiuto di autorizzare una missione di salvataggio. In realtà, Marcus e Sue sono Caleb e Mary, due militanti atei che, quando erano ancora sulla Terra, appreso della prossima partenza dell'arca mitraica, avevano ucciso i veri genitori di Paul e ne avevano assunto i connotati attraverso un intervento automatizzato di chirurgia estetica, prendendone poi il posto a bordo dell'astronave. Ciò nonostante, i due impostori, durante la veglia simulata nel corso del viaggio in ipersonno, hanno sviluppato un forte legame affettivo con il ragazzo. Padre intanto ritrova tutti i ragazzi fuggiti tranne Paul, separatosi dal gruppo mentre cerca il suo topo domestico. Da solo nella foresta, Paul insegue quindi l'apparizione di una creatura incappucciata, che scambia per una bambina, e cade in un'enorme voragine, finendo su un grosso tronco sospeso nel vuoto.

## Nature's Course
- Diretto da: Luke Scott
- Scritto da: Aaron Guzikowski

### Trama
Madre ritrova Paul e lo conduce in salvo alla colonia. Padre scopre che la malattia che aveva già ucciso i fratelli di Campion, e che ora affligge anche i ragazzi mitraici, è causata dai tuberi indigeni che coltivano e di cui li nutrono; preoccupato per le loro prospettive di sopravvivenza dopo che lui e Madre alla fine cesseranno di funzionare, tenta allora di insegnare ai ragazzi a cacciare le strane creature umanoidi che sono apparse improvvisamente vicino all'insediamento, incontrando però l'opposizione di Campion, contrario all'uccisione di altri esseri viventi. Tempest diventa sempre più ostile nei confronti di Madre a causa dell'interesse ossessivo mostrato dal ginoide per la sua gravidanza, che peraltro la ragazza rifiuta perché frutto di uno stupro subito mentre era in ipersonno durante il viaggio a bordo dell'arca. Le tensioni tra Marcus e Ambrose giungono al culmine quando i mitraici scoprono un'antica reliquia, una strana roccia di forma poliedrica apparentemente artificiale, che emana getti di calore, e tra le file dell'ordine sorge un contrasto tra chi vuole rimanere presso la reliquia, ritenuta il compimento di una profezia mitraica, e chi vuole andare a salvare i ragazzi.

## Infected Memory
- Diretto da: Sergio Mimica-Gezzan
- Scritto da: Heather Bellson

### Trama
Ambrose tenta di far assassinare un sempre più riottoso Marcus dal suo ginoide, ma fallisce e viene ucciso da un improvviso getto di calore dalla roccia. Diventato leader dei mitraici, che lo credono il prescelto da Sol, Marcus guida quindi Sue e il resto dell'ordine in una missione di salvataggio, seguendo il segnale dei trasmettitori impiantati sotto pelle ai giovani mitraici. Marcus non sa però che i trasmettitori, rimossi e abbandonati lontano dall'insediamento da Madre, sono poi stati raccolti da una misteriosa creatura incappucciata, forse la stessa seguita da Paul quando si è perso. Seguendo il segnale, la missione dei mitraici finisce quindi nel rifugio della creatura, dove però trovano una specie di mappa che consente loro di rintracciare comunque la posizione della colonia. Campion e Paul finiscono per fidarsi l'uno dell'altro, mentre scoprono una potenziale nuova fonte di cibo non animale di cui si nutrono gli umanoidi. Grazie alla connessione con un simulatore per ipersonno ancora funzionante, trovato tra i rottami dell'arca mitraica mentre insegue un'altra apparizione della misteriosa creatura incappucciata, Madre intanto scopre ricordi nascosti nei suoi banchi memoria, che le rivelano il vero obiettivo della sua missione: Madre è una Negromante, un potentissimo ginoide da combattimento mitraico, che uno scienziato ateo aveva catturato e riprogrammato perché fosse la madre di una nuova umanità atea su Kepler-22 b. La disperazione di Tempest intanto raggiunge il culmine quando la ragazza tenta il suicidio, ma viene salvata da Madre. Mentre i mitraici si accampano vicino all'insediamento in attesa del momento opportuno per agire, Marcus è perseguitato da strane voci e da bizzarre visioni, e comincia a convertirsi davvero al culto mitraico di Sol.

## Lost Paradise
- Diretto da: Sergio Mimica-Gezzan
- Scritto da: Don Joh

### Trama
Le prolungate assenze di Madre dall'insediamento, trascorse a interagire con una proiezione del suo creatore nel simulatore mitraico, minacciano la sicurezza della colonia. Marcus, che ha scoperto questa debolezza di Madre, escogita un piano per distruggerla mentre è collegata al simulatore, ma fallisce. Nel frattempo, nonostante non abbia ricevuto il via da Marcus come concordato, Sue inizia lo stesso l'assalto all'insediamento per liberare i ragazzi mitraici, ma riesce a prendere solo Paul e fugge subito via. Il resto del commando viene invece sterminato da Padre e dalla sopraggiunta Madre, ma per i danni riportati al termine dello scontro Padre finisce per disattivarsi. Sue si ricongiunge con Marcus, il quale però, sapendo di non avere altrimenti scampo da Madre, convince Paul a tornare alla colonia per sottrarre a tradimento gli occhi da Negromante a Madre, in modo da poterla neutralizzare definitivamente. Approfittando della distrazione di Madre, mentre è intenta a ripristinare Padre, Paul riesce a prenderle il sacchetto con gli occhi da combattimento che porta al collo e fugge via. Mentre Madre lo insegue, Marcus la colpisce di sorpresa con un'ascia, riducendola alla sua mercé, ma la voce nella sua mente gli dice di lasciarla in funzione.

## Faces
- Diretto da: Alex Gabassi
- Scritto da: Karen Campbell

### Trama
Madre, danneggiata e ridotta all'impotenza, viene tenuta prigioniera dai mitraici nella colonia, mentre Padre viene riportato alla sua programmazione di servizio dal giovane Hunter su ordine di Marcus. Campion viene costretto a convertirsi al culto mitraico di Sol, ma alla fine si rifiuta e viene anche lui imprigionato. Durante uno dei suoi colloqui con Madre, Marcus rimane turbato nello scoprire che il ginoide conosce la sua vera identità, avendo individuato le tracce della sua trasformazione chirurgica. Anche Campion intanto inizia a sperimentare visioni della creatura incappucciata, che scambia per Tally, una delle sue sorelle morte. Marcus si rende conto dell'impossibilità di portare Madre dalla sua parte e decide di distruggerla, ma nel tentativo resta ferito e Madre fugge, anche grazie all'aiuto di Padre, nella cui memoria sembra persistere in qualche modo la conoscenza di Madre.

## Mass
- Diretto da: Alex Gabassi
- Scritto da: Sinead Daly

### Trama
Marcus è ormai preda di un delirio mistico psicotico e così Sue decide di fuggire dall'insediamento con Paul, seguita anche da Vita e Holly, a bordo della navicella, ma i comandi del veicolo sono stati bloccati da Marcus e i fuggiaschi sono costretti ad allontanarsi a piedi. Nel frattempo Madre, il cui malfunzionamento si aggrava sempre più, trova rifugio tra i rottami dell'arca mitraica, dove ripristina un androide medico per cercare di riparare i danni subiti. Dagli esami diagnostici, emerge che nel suo ventre sintetico si è sviluppato quello che il medico androide ritiene essere a prima vista un "tumore silicoide". Hunter intanto vorrebbe ripristinare Padre, ormai completamente asservito alla causa mitraica e nel quale non scorge più alcuna traccia residua della precedente programmazione, ma non trova modo di stare abbastanza a lungo da solo con l'androide e riesce solo a riscontrare un anomalo movimento di un dito della mano, che riproduce in codice Morse la frase "Sol è la luce". Intanto anche Campion riesce a uscire dalla sua prigione e, dopo aver appiccato un incendio nella chiesa mitraica fatta costruire da Marcus, fugge via dalla colonia, inseguito però da Padre. Nella confusione dell'incendio anche Tempest si allontana dalla colonia, dirigendosi verso i rottami dell'arca in cerca di Madre. Qui intanto ulteriori indagini del medico androide rivelano che in grembo Madre non ha un tumore, ma un feto vivo che la sta consumando. Dopo avere effettuato delle trasfusioni di plasma sintetico da altri androidi, Madre si rende conto che il feto deve essere alimentato con del sangue organico e così uccide una delle creature indigene che si aggirano tra i rottami per fornire il sangue al feto. Nella foresta Campion riesce a eludere l'inseguimento di Padre e si ritrova con Sue e gli altri bambini.

## Umbilical
- Diretto da: James Hawes
- Scritto da: Aaron Guzikowski

### Trama
Grazie alla frase in codice Morse trasmessa con il dito da Padre, in realtà una password, Hunter riesce a ripristinarne la programmazione precedente e l'androide riprende coscienza di sé all'insaputa dei mitraici. Marcus decide di abbandonare la colonia per ritornare al Tempio di Sol, la roccia poliedrica scoperta nel deserto, nella speranza di ascoltare di nuovo la voce divina che gli dica cosa fare, e così vola via sulla navicella insieme ai quattro soldati mitraici sopravvissuti, Hunter e Padre. Tempest intanto ritrova Madre, ma questa la respinge a causa del suo stato. Giunto alla roccia di Sol, Marcus è sempre più preda del suo delirio e costringe Hunter ad esporsi al calore della roccia per estorcergli informazioni su dove siano Sue, Paul e gli altri bambini, ma invano, poiché il ragazzo non ne sa nulla. Nottetempo, Hunter e Padre fuggono quindi a bordo della navicella per cercare Madre, Sue e gli altri bambini. Cercando riparo tra i rottami dell'arca Tempest si imbatte nel suo stupratore e lo aggredisce. L'uomo in effetti sarebbe costretto con la testa in un elmo punitivo che gli schiaccia il cranio se solo si allontana dal suo androide custode, ma l'uomo ha decapitato l'androide e ne porta addosso la testa, in modo da essere libero di spostarsi. Tempest sta quindi per avere la peggio, quando sopraggiunge Madre che la salva e riduce l'uomo all'impotenza, utilizzandolo come fonte di sangue per il suo feto. Si incamminano quindi sulle alture, oltre la colonia e i resti dell'arca, dove finiscono per ritrovare Sue e gli altri bambini. Dopo un'iniziale ostilità, Sue apprende dell'incredibile gravidanza di Madre e decide di occuparsene, convinta anche dalla ferma volontà di Campion, Paul e le altre di proteggere Madre. Successivamente anche Hunter e Padre, grazie ai sensori della navicella, individuano la posizione del gruppo e si ricongiungono con loro. Madre spiega a Padre che la sua gravidanza sarebbe in realtà il frutto ultimo della programmazione del loro creatore, il quale avrebbe attivato in qualche modo il processo genetico attraverso un accoppiamento simulato con il ginoide durante le sue sedute nel simulatore di memoria. La rivelazione suscita inaspettatamente la gelosia e la rabbia di Padre. Nel frattempo, Marcus uccide il soldato che era di guardia al momento della fuga di Padre e Hunter, suscitando la reazione degli altri tre soldati rimasti, che ormai non credono più alla sua guida e lo aggrediscono, lasciandolo privo di sensi nel deserto.

## The Beginning
- Diretto da: Luke Scott
- Scritto da: Aaron Guzikowski

### Trama
Madre, Padre, Sue e i ragazzi cercano un posto più confortevole per il parto di Madre, prima di spostarsi definitivamente nella zona tropicale del pianeta, e atterrano nei pressi di una delle profonde voragini presenti sulla superficie, dalle quali fuoriesce calore. Paul, che ha iniziato a sentire una voce come quella che ha fatto impazzire Marcus, si avventura in una caverna nelle vicinanze, dove scopre delle pitture rupestri raffiguranti una creatura simile a un serpente e quella che sembra una navicella con due figure umane. Intanto la misteriosa creatura incappucciata, apparsa più volte ai ragazzi, agli androidi e ai mitraici, tenta di aggredire Madre, che però la uccide, scoprendo insieme a Padre che si tratta di un umanoide dall'aspetto primordiale. Madre e Padre comprendono quindi che sul pianeta c'era già una specie umana e sospettano che le creature attualmente presenti siano un'involuzione della stessa. Paul, guidato dalle voci nella sua testa, smonta dalla navicella il congegno che la fa volare, ma viene fermato da Sue prima che possa liberarsene. Alle domande di Sue, Paul risponde di averlo fatto per volere di Sol, secondo cui il figlio di Madre deve restare lì dove sono e non deve spostarsi nella zona tropicale. Sue rivela quindi il suo ateismo a Paul e cerca di persuaderlo a smettere di credere. Madre intanto si apparta e finalmente partorisce, ma il parto, che avviene dalla sua bocca, non genera una creatura umanoide, come si aspettava, bensì una sorta di serpente volante simile a una sanguisuga, che immediatamente le si attacca per nutrirsi della sua energia. Delusa, Madre riconosce che la sua gravidanza non ha avuto nulla a che fare con la programmazione del suo creatore, ma è il frutto dell'infezione di un parassita contratta sul pianeta. Padre e Madre decidono allora di schiantarsi con la navicella nella vicina voragine, in modo tale da uccidere la creatura aliena e impedirle di nutrirsi poi dei loro figli umani. Intanto le voci nella testa di Paul gli rivelano che Marcus e Sue sono in realtà degli impostori che hanno ucciso i suoi veri genitori, e così Paul spara a Sue, ferendola però in modo non mortale. Nel frattempo, la navicella con a bordo Madre, Padre e l'alieno, invece di esplodere schiantandosi sul fondo della galleria, prosegue la sua corsa attraversando il nucleo del pianeta e raggiungendo alla fine la zona tropicale, agli antipodi. Per salvarsi i due androidi si lanciano dalla nave prima dello schianto, ma anche la strana creatura, rapidamente cresciuta, sopravvive e vola via libera. Un ormai squilibrato Marcus, intanto, dopo avere a lungo vagato in preda al delirio, si imbatte in una squadra di esploratori atei, giunti sul pianeta con un'altra missione dalla Terra.